# Draklanskrönikan
Draklanskrönikan (originaltitel: Dragonlance Chronicles) är en bokserie av Margaret Weis och Tracy Hickman i fantasy-stil.
Serien bygger på det populära rollspelet Dungeons & Dragons.
Serien består av fem böcker.

## Böcker
- Höstmörkrets drakar
- Drakarnas natt
- Drakvinter
- Hoppets drakar
- Drakvår

## Personer i böckerna (i den ordning de dyker upp)
- Tika Waylan
- Otik
- Flint Eldsmed
- Tanis Halvalv
- Tofsing Taggfot
- Fåmäster Toede
- Caramon Majere
- Raistlin Majere
- Sturm Blanksvärd
- Guldmåne
- Flodvind
- Hederick